# 1947–1948-as magyar férfi röplabdabajnokság
Az 1947–1948-as magyar férfi röplabdabajnokság a második magyar röplabdabajnokság volt. A bajnokságban tizenkét csapat indult el, a csapatok két kört játszottak.
A VIII. ker. Kossuth SE csapatát átvette a KAOE.

## Tabella
| #  | Csapat                      | M  | Gy | V  | Sz+ | Sz- | P  | Megjegyzés |
| -- | --------------------------- | -- | -- | -- | --- | --- | -- | ---------- |
| 1. | Ganz TE                     | 16 | 16 | 0  | 48  | 7   | 32 |            |
| 2. | Állami Kollégium SE         | 16 | 14 | 2  | 43  | 13  | 28 |            |
| 3. | Elektromos MSE              | 16 | 12 | 4  | 42  | 20  | 24 |            |
| 4. | Csepeli MTK                 | 16 | 11 | 5  | 37  | 18  | 22 |            |
| 5. | BEAC                        | 16 | 7  | 9  | 24  | 31  | 14 |            |
| 6. | VKM Rákóczi SE              | 16 | 5  | 11 | 22  | 34  | 10 |            |
| 7. | MTK                         | 16 | 3  | 13 | 15  | 42  | 6  |            |
| 8. | Kőbányai Polgári Serfőző SE | 16 | 3  | 13 | 10  | 42  | 6  |            |
| 9. | KAOE                        | 16 | 2  | 14 | 11  | 45  | 4  |            |
| –  | Hapoel MSE                  | -  | -  | -  | -   | -   | -  | Törölve    |
| –  | Cserkészszövetség           | -  | -  | -  | -   | -   | -  | Törölve    |
| –  | Kispesti 87 SE              | -  | -  | -  | -   | -   | -  | Törölve    |

* M: Mérkőzés Gy: Győzelem V: Vereség Sz+: Nyert szett Sz-: Vesztett szett P: Pont